# Тюрли
Тюрли (бел. Цюрлі́) — деревня в Молодечненском районе Минской области Беларуси. Административный центр Тюрлевского сельсовета. 
12 июня 1958 года деревня Тюрли передана в состав Тюрлевского сельсовета из Хожовского сельсовета.

## География
Расположена в 3 км от города Молодечно и одноимённой станции, в 81 км от Минска. Население — 957 человек (2010). Возле деревни проходит дорога Р56 (Молодечно — Воложин).

### Транспорт
Присутствует общественный транспорт, в деревню ходят автобусы №1 и №4.

## История
Впервые упоминается в XVIII веке в составе Вилейского уезда. В 1800 году — собственность Леговича, в 1860 году — помещика Василевского. После крестьянской реформы 1861 года вошла в Хожовское сельское общество.
В начале XX века в составе Молодечненской волости Вилейского уезда Виленской губернии.
С февраля по декабрь 1918 года деревня была оккупирована войсками Германской империи. С июля 1919 года по июль 1920 года — войсками Польши.
С 1919 года в составе БССР. С 1921 года в Молодечненской гмине Вилейского повета Вилейского воеводства. С 1927 года в Молодечненском повете.
С 1939 года снова в составе БССР. С 12 октября 1940 года в Носиловском сельсовете Молодечненского района Вилейской области.
Во время Великой Отечественной войны с конца июня 1941 года по начало июля 1944 года была захвачена немецкими войсками, которые спалили 27 дворов. 42 жителя деревни погибли на фронте.
С 20 сентября 1944 года в Молодечненской области, с 20 января 1960 года — в Минской области. 12 июня 1958 года Носиловский сельсовет переименован в Тюрлевский, а центр перенесён из деревни Носилово в Тюрли.
В 2011 году в деревне работали школа, клуб, библиотека, фельдшерско-акушерский пункт, отделение связи.

## Население
В 1999 году — 772 жителей, в 2003 году — 277 дворов, 794 жителей. Согласно переписи населения 2009 года в деревне проживало 962 человека. В 2010 году — 957 человек. В 2019 году — 1 058 жителей.
| 1800 | 1857 | 1897  | 1925  | 1941  | 2001  | 2009  | 2010  |
| ---- | ---- | ----- | ----- | ----- | ----- | ----- | ----- |
| 41   | ▼ 27 | ▲ 140 | ▲ 166 | ▲ 218 | ▲ 793 | ▲ 962 | ▼ 957 |

## Инфраструктура
В деревне имеется отель, поставка для пищевых производств ООО «МИЛайнФуд» и сельскохозяйственная организация «СПАРТАН-АГРО». Также предприятие "ВедиТранс" и "ВудлесТранс"

## Культура
- Дом культуры

## Достопримечательность
- Памятник землякам, погибшим в годы Великой Отечественной войны